# 아이오딘-아이오딘화 칼륨

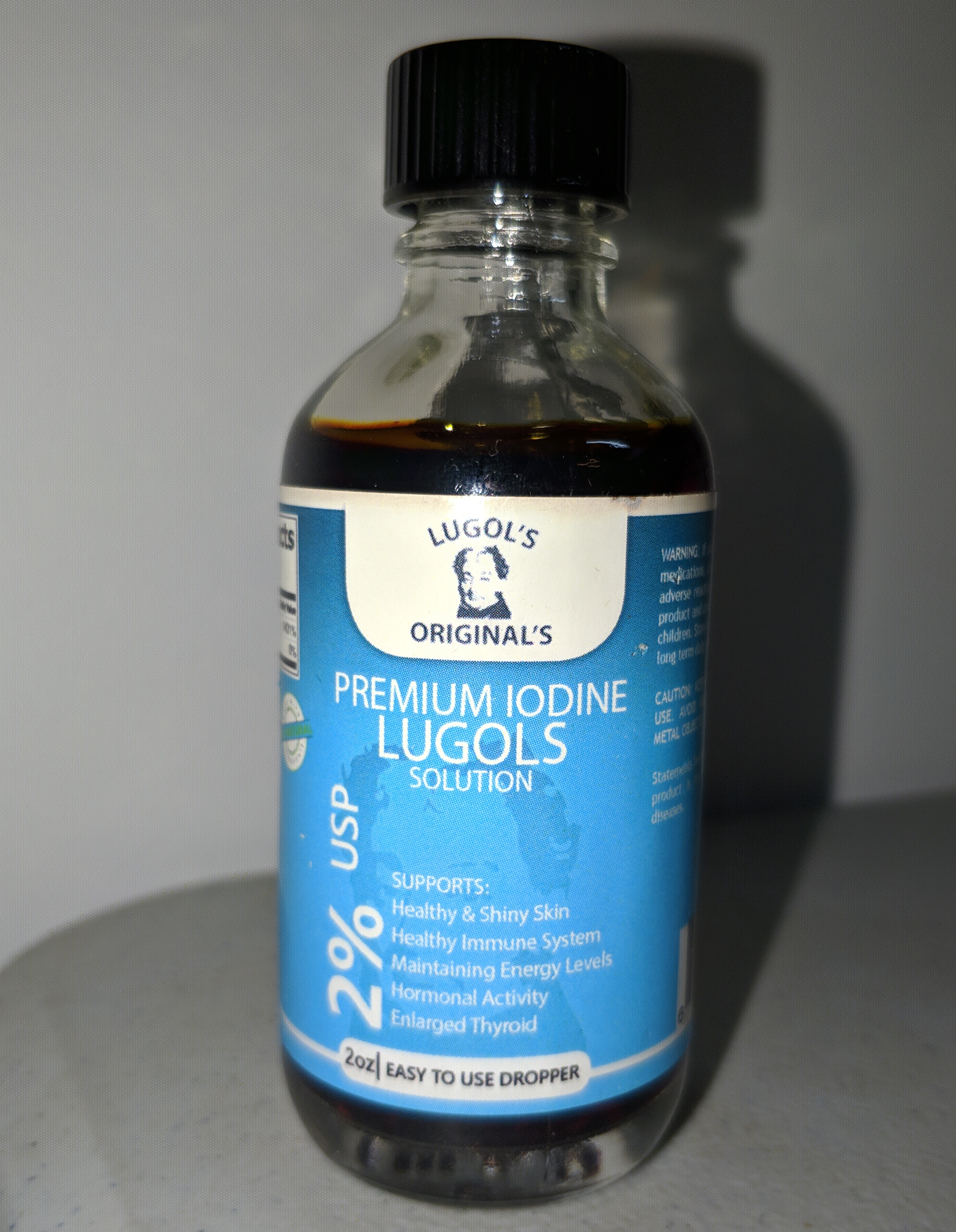

아이오딘-아이오딘화 칼륨(영어: iodine-potassium iodide)은 아이오딘화 칼륨 수용액에 아이오딘을 녹여서 만든 시약으로, 녹말을 검출하는 데 사용한다. 요오드-요오드화 칼륨 또는 루골 용액(영어: Lugol's iodine)이라고도 한다. 아이오딘-아이오딘화 칼륨은 녹말을 만났을때 청람색으로 변하며 아이오딘-아이오딘화 칼륨을 쌀, 감자와 같은 녹말이 많은 것에 넣으면 청람색으로 변하는 것을 확인할 수 있다.
1. ↑  아이오딘-아이오딘화 칼륨 - 두산세계대백과사전